# Триспальне ліжко (фільм)
«Триспа́льне лі́жко» (італ. Letto a tre piazze) — італійська кінокомедія 1960 року режисера Стено.

## Сюжет
У день десятирічного ювілею одруження шкільного професора Пепіно Кастаньяно (Пепіно де Філіппо) з дружиною Амалією (Надія Грей), йому нарешті вдається вмовити її зняти зі стіни вітальні портрет її першого чоловіка Антоніо ді Козімо (Тото), який загинув 20 років тому на фронті під час війни з Росією. Та коли прийшли гості, задзвонив дзвінок і на порозі появився цей самий Антоніо, живий і здоровий. Що ж робити Амалії, адже у неї тепер два чоловіки?

## Ролі виконують
- Тото — Антоніо ді Козімо
- Пепіно де Філіппо[it] — професор Пепіно Кастаньяно
- Надія Грей[ro] — Амалія
- Крістіна Ґайоні[it] — покоївка Праседе
- Арольдо Тьєрі[it] — юрист Вакі
- Габріеле Тінті[it] — Ніно, коханець Праседе
- Анджела Луче — Жанет
- Маріо Кастеллані[it] — директор школи
- Ніко Пепе[it] — керівник готелю

## Навколо фільму
- Історія, що надихнула фільм, сталася в Неаполі в січні 1959 року, коли колишній солдат Умберто Іраче через 16 років повернувся живий додому з Німеччини. Його дружина Кончетта та консьєрж впавли, вважаючи, що побачили привида.
- Роль Амалії, яку грає акторка румунського походження Надія Грей[ro], озвучувала італійська акторка Розетта Калаветта[it]. Проте в деяких сценах фільму Надія Грей розмовляє італійською мовою власним голосом.

## Нагороди
- 1960 Нагороджений на фестивалі комедійного кіно в італійському місті Бордігері «Золотою оливковою гілкою».